# 竹敷要港部
竹敷要港部（たけしきようこうぶ）とは、現在の長崎県対馬市美津島町竹敷にあった旧日本海軍の要港部である。

## 沿革
1896年（明治29年）1月21日、「要港部条例」（勅令第4号）が制定され、同年4月、日本海軍初の要港部として設置された。
1904年（明治37年）1月11日、日露戦争に備え対馬海峡の重要性から竹敷要港部司令官は親補職となり、幕僚として、参謀長、参謀、副官、機関長、軍医長、主計長が配置された。
1912年（大正元年）10月1日、竹敷要港部司令官の親補職を廃し、当分の間要港部を設置しないこととされ、再び置かれることなく廃止された。
2011年、竹敷要港部の一角であった「深浦水雷艇隊基地跡」は土木学会選奨土木遺産に選ばれる。

## 年譜
- 1896年4月1日 竹敷要港部設置
- 1912年9月30日 竹敷要港部廃止

## 組織
- 幕僚
- 港務部
- 軍需部
- 工作部
- 経理部
- 病院
- 防備隊
- 通信隊
- 監獄
- 水雷敷設隊 1906年11月22日敷設隊に改称
- 艦船
- 修理工場

## 歴代司令官
1. 野村貞 大佐：1896年4月1日 -
2. 有馬新一 少将：1897年12月27日 -
3. 尾本知道 少将：1898年5月14日 -
4. 日高壮之丞 中将：1900年5月20日 -
5. 片岡七郎 少将：1902年7月26日 -
6. 角田秀松 中将：1904年1月11日 - 1905年12月13日
7. 瓜生外吉 中将：1905年12月20日 -
8. 伊東義五郎 中将：1906年11月22日 - 1907年10月21日
9. 富岡定恭 中将：1907年10月21日 - 1908年8月28日
10. 向山慎吉 中将：1908年8月28日 - 1909年12月1日
11. 山田彦八 中将：1909年12月1日 - 1910年12月1日
12. 寺垣猪三 中将：1910年12月1日 - 1911年9月25日
13. 吉松茂太郎 中将：1911年9月25日 - 1911年12月1日
14. 野元綱明 中将：1911年12月1日 - 1912年9月30日